# Simple Mail Transfer Protocol
Az SMTP a Simple Mail Transfer Protocol rövidítése, ami egy de facto szabvány kommunikációs protokoll az e-mailek Interneten történő továbbítására.
Az SMTP egy viszonylag egyszerű, szövegalapú protokoll, ahol egy üzenetnek egy vagy több címzettje is lehet. Könnyen tesztelhetjük az SMTP-t a Telnet program segítségével. Az SMTP szolgáltatás a TCP (Transmission Control Protocol) 25-ös portját használja. A domain DNS rekordjai között szerepelni szokott egy MX (Mail eXchange) rekord, ami megadja, hogy az adott tartománynévhez melyik SMTP szerver tartozik.
Az SMTP-t 1982-ben definiálták először az RFC 821 dokumentumban. Ekkor még csak kiegészítette a UUCP-t, amely alkalmasabb a csak időszakos kapcsolatban lévő számítógépek közti üzenettovábbításra. Ezzel szemben az SMTP akkor működik a leghatékonyabban, ha a fogadó gép bármikor elérhető.
A Sendmail volt az első levéltovábbító ágens (mail transfer agent) ami megvalósította az SMTP-t. Ezt az SMTP-t használja a közkedvelt Philip Hazel által fejlesztett exim, az IBM által fejlesztett Postfix, D. J. Bernstein által fejlesztett qmail és a Microsoft Exchange Server.
Az SMTP kezdetben csak a hétbites ASCII karaktereket ismerte, nem tudott mit kezdeni a bináris file-okkal. A felhasználók alkalmi megoldásokat vettek igénybe ilyen esetekben, mint például a uuencode programot. De mára már kifejlesztették a MIME kódolást, ahol bináris fájlok is „utazhatnak” a levelekben. Ma már minden SMTP kiszolgáló támogatja a 8 bites, azaz a 8BITMIME kiterjesztésű leveleket, ami bináris formában tárolja/küldi az üzeneteket.

## Külső hivatkozások
- SMTP.lap.hu - linkgyűjtemény